# Abel Egede (politiker)
Abel Pavia Niels Egede (født 25. februar 1880 i Nuuk, død 13. maj 1945 i Nuuk) var landsrådsmedlem i Grønland.
Abel Egede var søn af fanger Mikael Peter Hans Jens Egede (1859–1889) og sin hustru Frederikke Ane Johanne Kathrine Bolette Heilmann (1859–1899). Hans søster havde et uægte barn med inspektør Oscar Peter Cornelius Kock. Abel Egede giftede sig den 6. oktober 1901 med Dina (1875-1952), datter af Abraham fra Kangeq (født 1839) og en uangiven mor. Parret fik følgende børn:
- Bolette Sofie Maria Charlotte Egede (født 1. januar 1903 i Nuuk)[4]
- Mikael Samuel Vilhelm Morten Egede (født 29. juli 1904 i Nuuk)[5]
- Peter Karl Jørgen Jakob Egede (født 1. december 1905 i Nuuk)[6]
- Peter Lars Abraham Egede (født 5. februar 1908 i Nuuk)[7]
- Ketura Kathrine Birgitte Bodil Egede (født 7. marts 1911 i Nuuk)[8]
- Jørgen Andreas Amos Egede (født 14. december 1912 i Nuuk)[9]
- Ane Sofia Maria Lovisa (født 30. september 1914 i Nuuk),[10] anden kone af Frederik Nielsen (1905-1991)

Abel Egede var fanger og kommunerådsformand for Godthåb Kommune. I 1922 repræsenterede han kateketen Niels Lynge i Grønlands Landsråd.